# Портнягин, Сергей Николаевич
Серге́й Никола́евич Портня́гин (17 октября 1918, Хлоптуново ныне Сухобузимского района Красноярского края — 23 июля 1980) — участник Великой Отечественной войны, Герой Советского Союза (1944).

## Биография
Трудился водителем в Красноярском «Главкожобувьсбыте».
В 1938 году призван на срочную службу в Красную Армию. После окончания в августе 1939 года курсов младших командиров служил помощником командира стрелкового взвода 107-го отдельного стрелкового батальона 113-й отдельной стрелковой бригады Северо-Кавказского военного округа.
В 1941 году с первых же дней Великой Отечественной войны ушёл на фронт. Командовал стрелковой ротой. Воевал на Западном фронте. В декабре 1941 году получил ранение. В дальнейшем участвовал в обороне Северного Кавказе. Во время одного из боёв получил второе ранение. После излечения продолжить воевать на Северном Кавказе, где в декабре 1942 году был вновь ранен. С декабря 1943 года — командир роты 110-й гвардейской стрелковой дивизии на Степном фронте.
В последующем воевал на Южном фронте. Принимал участие в боях за Воронеж, Харьков. В 1943 году вступил в ВКП(б). Особо отличился при форсировании Днепра. Осенью 1943 года служил командиром роты 310-го гвардейского стрелкового полка 110-й стрелковой гвардейской дивизии 57-го стрелкового корпуса 37-й Армии. 29 сентября 1943 года во главе роты участвовал в форсировании Днепра в районе деревни Куцеволовка. Выбив врага из прибрежных окопов, организовал отражение трёх контратаки противника. После отражения очередной контратаки рота под командованием Сергея Портнягина ворвалась в Кунцеволовку, где захватила вражеский штаб, уничтожила около 50 немцев, одно оружие и один грузовой автомобиль. Во время новой атаки воины захватили высоту 168.7 с вражеской артиллерийской батареей. Враг выдвинул на эту высоту несколько танков и автоматчиков. Рота под командованием Сергея Портнягина отразила восемь вражеских контратак, уничтожив девять вражеских танков. Сергей Портнягин лично уничтожил 17 солдат.
Указом Президиума Верховного Совета СССР «О присвоении звания Героя Советского Союза генералам, офицерскому, сержантскому и рядовому составу Красной Армии» от 22 февраля 1944 года за «образцовое выполнение боевых заданий командования при форсировании реки Днепр, развитие боевых успехов на правом берегу реки и проявленные при этом отвагу и геройство» удостоен звания Героя Советского Союза с вручением ордена Ленина и медали «Золотая Звезда».
В дальнейшем освобождал от нацистов Чехословакию, Венгрию и Румынию.
После капитуляции нацистской Германии был переброшен на Дальний Восток, где участвовал в Советско-японской войне.
После войны продолжил служить командиром миномётной роты 47-го гвардейского стрелкового полка 16-й отдельной стрелковой бригады Восточно-Сибирского военного округа. В октябре 1946 года был уволен в запас по болезни в звании капитана.
Проживал в селе Сухобузимское. С 1947 года — директор подсобного хозяйства «Енисейзолото», с марта 1955 года — начальник отделения совхоза «Удачный», с мая 1957 года — старший лесничий Сухобузимского зерносовхоза, с ноября 1962 года — председатель Сухобузимского районного комитета ДОСААФ, с октября 1963 года — инструктор заготовительной конторы Сухобузимского райпотребсоюза, с ноября 1964 года — товаровед Сухобузимского ДОК, с марта 1967 года — старший егерь по Сухобузимскому району краевого управления охотников и рыболовов Красноярского края.
Избирался депутатом Сухобузимского районного Совета народных депутатов.
В 1973 году вышел на пенсию.
Умер в 1980 году. Похоронен в селе Сухобузимское Красноярского края.
Память
- Его бюст установлен в селе Сухобузимское. На доме в этом селе, гле проживал Герой, установлена мемориальная табличка.
- Его именем названа улица в селе Сухобузимское.

## Награды
- Герой Советского Союза (22 февраля 1944 года, медаль № 2500);
- орден Ленина (22 февраля 1944 года);
- орден Красного Знамени (17 октября 1943 года);
- орден Александра Невского (5 сентября 1945 года);
- орден Отечественной войны 2-й степени (31 марта 1944 года);
- медали, в том числе:
  - медаль «За оборону Кавказа»;
  - медаль «За победу над Германией в Великой Отечественной войне 1941-1945 гг.»;
  - медаль «За победу над Японией».